# Jean-François Bournel
Pour les articles homonymes, voir Bournel (homonymie).
Jean-François Bournel est un homme politique français né le 23 février 1740 à Rethel (Ardennes) et mort le 21 juin 1806 au même lieu.

## Biographie
Homme de loi à Rethel, administrateur du district, il est député des Ardennes de 1791 à 1792, siégeant dans la majorité. Il est procureur impérial à Rethel en 1800.

## Sources
- Des papiers personnels de Jean-François Bournel sont conservés aux Archives nationales, sur le site de Pierrefitte-sur-Seine, sous la cote 30AP : Inventaire du fonds Bournel.

- « Jean-François Bournel », dans Adolphe Robert et Gaston Cougny, Dictionnaire des parlementaires français, Edgar Bourloton, 1889-1891 [détail de l’édition]